# 존 래천버거
존 데쇼 래천버거(영어: John Deszo Ratzenberger, 1947년 4월 6일 ~ )는 미국의 배우 및 성우이다.

## 출연 작품
- 슈퍼맨 2
- 아웃랜드
- 토이 스토리 - 햄 역
- 벅스 라이프 - PT 벼룩 역
- 토이 스토리 2 - 햄 역
- 몬스터 주식회사 - 예티 역
- 니모를 찾아서 - 전갱이들 역
- 인크레더블 - 언더마이너 역
- 카 - 맥 역
- 라따뚜이 - 무스타파 역
- 월-E - 존 역
- 업 - 톰 역
- 토이 스토리 3 - 햄 역
- 카 2 - 맥 역
- 메리다와 마법의 숲 - 고든 역
- 몬스터 대학교 - 예티 역
- 인사이드 아웃 - 프리츠 역
- 굿 다이노 - 얼 역
- 도리를 찾아서 - 빌 역
- 카 3 - 맥 역
- 코코 - 교정기 낀 망자 역
- 인크레더블 2 - 언더마이너 역
- 토이 스토리 4 - 햄 역
- 온워드: 단 하루의 기적 - 펜윅 역
- 인사이드 아웃 2 - 프리츠 역